# Obeliscul principelui Grigori Potiomkin de Taurida
Obeliscul principelui Grigori Potiomkin de Taurida este un obelisc amplasat în extravilanul satului Rădenii Vechi, raionul Ungheni, Republica Moldova. Este un monument istoric și de artă de importanță națională inclus în Registrul monumentelor Republicii Moldova ocrotite de stat cu nr. 1685 (raionul Ungheni), cât și un monument de for public (cod UN-A-mc-002). Datează din 1791.